# 1. FC Neubrandenburg 04
1. FC Neubrandenburg 04 e.V. é uma agremiação alemã fundada a 1 de julho de 2004 e sediada em Neubrandenburg, na Mecklemburgo-Pomerânia Ocidental.

## História
O mais antigo precursor do 1. FC 04 Neubrandenburg foi fundado, em 1947, como SG Fritz Reuter Neubrandenburg, que se tornou BSG Energie Neubrandenburg, em 1950, e BSG Turbine Neubrandenburg, em 1952. O Turbine Neubrandenburg atingiu o segundo nível, a DDR-Liga, da Alemanha Oriental na temporada 1954-1955. Dez anos mais tarde, como SC Neubrandenburg, ainda jogou uma temporada na primeira divisão DDR-Oberliga.
De 1965 até 1990 o clube ficou conhecido como BSG Post Neubrandenburg, MSV Post Neubrandenburg e SV Post Telekom Neubrandenburg, após a reunificação alemã. Até 1999, era intitulado FC Neubrandenburg, quando se tornou FC Tollense Neubrandenburg após uma fusão com o SV Neubrandenburg Tollense. Finalmente, em 2004, o clube foi estabelecido como 1. FC Neubrandenburg 04.
O time milita na NOFV-Oberliga Nord, tendo sido promovido na temporada 2010-2011 ao ser campeão da Verbandsliga Mecklenburg-Vorpommern (VI).

## Títulos
- Landesliga Mecklemburg-Vorpommern Vice-campeão: 1952;
- Bezirksliga Mecklemburg-Vorpommern Campeão: 1954;
- Bezirksliga Mecklemburg-Vorpommern Campeão: 1953, 1957;
- Verbandsliga Mecklenburg-Vorpommern (VI) Campeão: 2010-2011;

## Cronologia das temporadas
- 1946/47: Landesklasse West Mecklenburg
- 1947/48: Bezirksliga
- 1948/49–1949/50: Landesklasse Ost (1950 ↑)
- 1950/51–1951/52: Landesliga
- 1952/53–1953/54: Bezirksliga Neubrandenburg (1954 ↑)
- 1954/55: DDR-Liga (↓)
- 1956: 2. DDR-Liga (↓)
- 1956–1957: Bezirksliga Neubrandenburg (1957 ↑)
- 1958–1962: 2. DDR-Liga (1962 ↑)
- 1962/63–1963/64: DDR-Liga (1964 ↑)
- 1964/65: DDR-Oberliga (↓)
- 1965/66–1990/91: DDR-Liga
- 1991/92–1994/95: Oberliga Nordost (1995 ↓)
- 1995/96–2004/05: Verbandsliga M-V (2005 ↓)
- 2005/06: Landesliga Ost (↑)
- 2006/07–2010/11: Verbandsliga M-V (2011 ↑)
- Desde 2011/2012: Oberliga Nordost (V)

## Relação das mudanças de nomes
- 1947–1950 SG Fritz Reuter Neubrandenburg
- 1950–1952 BSG Energie Neubrandenburg
- 1952–1961 BSG Turbine Neubrandenburg
- 1961–1965 SC Neubrandenburg
- 1965–1990 BSG Post Neubrandenburg
- 1990–1991 MSV Post Neubrandenburg
- 1991–1993 SV Post Telekom Neubrandenburg
- 1993–1999 FC Neubrandenburg
- 1999–2004 FC Tollense Neubrandenburg
- Desde 2004 1. FC Neubrandenburg 04